# Wordfast
Il nome Wordfast è usato per qualcuno dei vari prodotti di memoria di traduzione sviluppati da Wordfast LLC. Il prodotto originale di Wordfast, ora chiamato Wordfast Classic, è stato sviluppato da Yves Champollion nel 1999 come un'alternativa più economica a Trados, un ben noto programma di memoria di traduzione. I prodotti concorrenti di Wordfast funzionano su una varietà di piattaforme, ma usano formati di memoria di traduzione per la maggior parte compatibili e spesso anche hanno flussi di lavoro simili. Il software è più popolare presso i traduttori indipendenti, anche se alcuni dei prodotti sono adatti anche per gli ambienti corporativi.
La società Wordfast LLC ha sede nel Delaware, Stati Uniti, mentre la maggior parte dello sviluppo avviene a Parigi, in Francia. Oltre a questi due uffici, esiste anche un centro di supporto nella Repubblica Ceca. La società ha circa cinquanta impiegati.

## Storia
Lo sviluppo della prima versione di Wordfast (all'inizio chiamata semplicemente Wordfast) fu avviato nel 1999 a Parigi da Yves Champollion. Era composta da una serie di macro che funzionavano all'interno di Microsoft Word, nella versione 97 o più alta. A quel tempo, anche gli altri programmi di memoria di traduzione funzionavano all'interno di Microsoft Word, incluso per esempio Trados.
Fino alla fine del 2002, questo strumento basato su MS Word (e ora conosciuto come Wordfast Classic) era gratuito. Attraverso il passaparola, Wordfast è cresciuto fino a diventare il secondo programma di memoria di traduzione (MT) più diffuso fra i traduttori.
Nel 2006, venne fondata la società Wordfast LLC. Prima di quella data, Wordfast è stato sviluppato personalmente solo da Yves Champollion.
Nel gennaio 2009, Wordfast ha distribuito il Wordfast Translation Studio che comprendeva il Wordfast Classic e il Wordfast Pro, uno strumento autonomo di MT basato su Java. I due strumenti possono essere comprati separatamente o come una suite.
Nel maggio 2010, Wordfast ha distribuito uno strumento gratuito in linea conosciuto come Wordfast Anywhere. Questo strumento permette ai traduttori di lavorare ai progetti praticamente da qualunque dispositivo che abbia accesso ad Internet, compresi gli smartphone, i PDA e i tablet. Nel luglio 2010, 5.000 utenti erano registrati su Wordfast Anywhere, e nel novembre 2010 il loro numero era arrivato a 10.000.

## Prodotti

### Wordfast Classic
Wordfast Classic è una serie di macro che funzionano nell'ambiente di Microsoft Word 97 o più alto su tutte le piattaforme. Le versioni più recenti supportano le caratteristiche disponibili soltanto nelle versioni più recenti di Microsoft Word, ma in generale funzionano ancora su Word 97. Un documento tradotto in Wordfast Classic viene temporaneamente trasformato in un documento bilingue (contiene sia il testo originale che la sua traduzione sotto forma di segmenti delimitati da codici), e successivamente trasformato nella forma finale tramite una routine di "pulizia" (clean-up). Questo flusso di lavoro è simile a quello del vecchio Trados 5 e a quello di WordFisher e di Logoport.
La prima versione del Wordfast Classic si chiamava Wordfast versione 1, e venne sviluppata da Yves Champollion. Fu distribuita al pubblico nel 1999.
La seconda versione fu usata dall'agenzia di traduzione Linguex, che alla fine del 1999 ne acquistò il diritto esclusivo di uso per nove mesi per il loro personale interno e per i traduttori indipendenti a loro associati. In quel periodo Wordfast acquisì nuove caratteristiche quale il controllo di qualità del glossario e il supporto di rete. Dopo la scomparsa di Linguex, venne pubblicata la versione 3 di Wordfast come strumento gratuito che prevedeva una registrazione obbligatoria.
Nel 2001, gli sviluppatori di Wordfast firmarono un accordo di joint-venture col gruppo di traduzione Logos per la distribuzione del programma, tramite una società inglese di nuova costituzione chiamata Champollion Wordfast Ltd. La joint-venture ha cessato di esistere nell'agosto di quell'anno dopo che Logos non riuscì a condividere il loro codice sorgente del software con gli sviluppatori di Wordfast, nonostante avessero accesso al codice sorgente di Wordfast per aver intercettato le e-mail degli sviluppatori. Da allora, Logos distribuisce una versione più vecchia di Wordfast, e ritiene di avere diritto al nome "Wordfast" o alla distribuzione delle versioni più nuove di esso.
Come detto, all'inizio la versione 3 era gratuita e prevedeva una registrazione obbligatoria tramite il numero di serie generato dal computer dell'utente. Nell'ottobre 2002, Wordfast si trasformò in un prodotto commerciale con licenze triennali a un prezzo di EUR 170 per gli utenti dei paesi "ricchi" e di 50 Euro (e successivamente 85 Euro) per gli utenti di altri paesi.

### Wordfast Anywhere
Wordfast Anywhere è una versione gratuita di Wordfast in linea, con un'interfaccia utente e un flusso di lavoro simile a quelli di Wordfast Classic. È stato distribuito nel maggio 2010, anche se le versioni di sviluppo erano disponibili al pubblico già nel maggio 2009. Prima che il prodotto venisse distribuito per la prima volta, non era stato determinato se in un secondo tempo esso sarebbe rimasto un servizio gratuito o meno.
Anche se il servizio attualmente è gratuito, vi vengono applicate alcune limitazioni:
- Non permette di gestire più di 10 file source simultaneamente.
- Non permette di gestire più di 1 milione di unità di traduzione (UT) per ciascun cliente.
- Non permette più di 100.000 unità di traduzione per ciascun file di memoria.
- Non permette più di 100.000 voci di glossario per ciascun cliente.
- La limitazione di grandezza di upload è 2 MB, ma i file possono essere caricati nel formato zip.

La politica della privacy di Wordfast Anywhere è che tutti i documenti caricati rimangono confidenziali e non sono condivisi. Gli utenti possono a loro discrezione usare la funzione di traduzione automatica e accedere a una grande memoria di traduzione pubblica di sola lettura.
Oltre ad essere utilizzabile su tablet con Windows Mobile, Android e Palm OS, Wordfast Anywhere è anche disponibile come app per iPhone. Dall'aprile 2011, Wordfast Anywhere include il riconoscimento ottico dei caratteri dei file PDF.

### Wordfast Pro
Wordfast Pro è uno strumento autonomo multipiattaforma (Windows, Mac, Linux) di memoria di traduzione che usa filtri per gestire vari formati di file e fornisce un livello basico di analisi in modalità batch (fino a 20 file alla volta).

### Plus Tools
I Plus Tools sono una serie di strumenti gratuiti progettati per aiutare i traduttori utenti di Wodfast Classic a svolgere funzioni avanzate specifiche, come l'estrazione e l'allineamento del testo.

### Progetto di MTMG (Memoria di Traduzione Molto Grande)
Gli utenti possono prelevare il contenuto da una memoria di traduzione pubblica particolarmente estesa, o creare un gruppo di lavoro riservato dove possono condividere i file di memoria fra i traduttori con cui stanno collaborando.

### Wordfast Server
Wordfast Server (WFS) è un'applicazione sicura di server di memoria di traduzione che funziona in combinazione con Wordfast Classic, Wordfast Pro, o Wordfast Anywhere per permettere la condivisione dei file di memoria in tempo reale fra traduttori situati ovunque nel mondo.
WFS è in grado di gestire fino a mille memorie di traduzione nel formato TMX o Wordfast MT (txt) contenenti fino a 1 miliardo di unità di traduzione ciascuna, e fino a 50.000 utenti simultaneamente.

## Formati supportati per i file source
Wordfast Classic può gestire i seguenti formati: tutti i formati che può leggere Microsoft Word, compreso i file di testo semplice, i documenti di Word (DOC/DOCX), Microsoft Excel (XLS/XLSX), PowerPoint (PPT/PPTX), i file di testo formattato RTF e l'HTML. Non offre un supporto diretto per i formati di OpenDocument perché le attuali versioni di Microsoft Word non hanno filtri d'importazione per i file di OpenDocument.
Wordfast Pro può gestire i documenti di Word (DOC/DOCX), Microsoft Excel (XLS/XLSX), Powerpoint (PPT/PPTX), i file di testo formattato RTF e di testo normale (TXT), HTML, ASP, JSP, Java, InDesign (INX/IDML), FrameMaker (MIF), e i PDF modificabili (i cosiddetti "PDF di testo"). Non offre supporto per i formati di OpenDocument.
Wordfast Anywhere può gestire i documenti di Word (DOC/DOCX), Microsoft Excel (XLS/XLSX), Powerpoint (PPT/PPTX), file di testo formattato RTF e di testo normale (TXT), HTML, InDesign (INX), FrameMaker (MIF), TIFF (TIF/TIFF), e i PDF siano essi modificabili ("di testo") o non modificabili (immagini, scansioni); questi ultimi possono essere letti tramite riconoscimento ottico dei caratteri. Non offre supporto per i formati di OpenDocument.

## Formati supportati per le memorie di traduzione e i glossari
Il formato dei file di memoria di Wordfast è un file di testo semplice delimitato da tabulazioni, che può essere aperto e modificato in un qualsiasi programma di trattamento testi. I prodotti Wordfast possono anche importare ed esportare i file TMX per lo scambio di memoria con gli altri importanti strumenti commerciali di traduzione assistita (CAT). Il formato dei file di glossario di Wordfast è un file di testo semplice delimitato da tabulazioni. Wordfast Pro può anche importare gli archivi TBX per lo scambio di terminologia gli altri importanti strumenti commerciali di traduzione assistita (CAT).
I prodotti Wordfast possono supportare multipli file di memoria e glossari. Le memorie di traduzione possono immagazzinare fino a 1 milione di unità di traduzione, mentre i glossari possono immagazzinare fino a 250.000 voci ciascuno.
Wordfast può usare file di memorie residenti nel server e richiamare i dati dagli strumenti di traduzione automatica (compresi Google Translate e Microsoft Translator).

## Documentazione e supporto
I manuali d'uso completi possono essere scaricati dal sito web di Wordfast. Wordfast Pro e Wordfast Anywhere offrono anche pagine d'aiuto in linea. Gli utenti possono accedere al wiki di Wordfast per sapere come iniziare, per avere suggerimenti e trucchi, per leggere le risposte alle domande più frequenti, ecc. I canale di Wordfast su YouTube fornisce una serie di video lezioni.
Wordfast offre un supporto tecnico gratuito agli utenti che hanno acquistato una licenza. Tali utenti possono anche accedere a forum di supporto gratuiti disponibili in decine di lingue.

## Prezzo e licenze
WFC e WFP possono essere comprati individualmente per 400 euro a licenza, o accoppiati in suite per 500 euro a licenza. Sconti speciali sono disponibili per gli utenti di taluni paesi. Sconti all'ingrosso vengono applicati anche per l'acquisto di 3 o più licenze. Tutte le licenze di Wordfast includono, dalla data dell'acquisto: supporto gratuito per email; aggiornamenti gratuiti alle nuove distribuzioni del software per tre anni; il diritto a rilicenziare il software così da mantenerlo funzionante per tre anni.
Dopo il periodo di licenza di 3 anni, gli utenti possono rinnovare la loro licenza per altri 3 anni al 50% del prezzo di catalogo standard di una licenza al momento del rinnovo.

### Gruppi di utenti
- Gruppo di Yahoo di Wordfast Classic, su groups.yahoo.com. URL consultato il 5 maggio 2019 (archiviato dall'url originale il 12 maggio 2012).
- Gruppo di Yahoo di Wordfast Pro, su groups.yahoo.com. URL consultato il 5 maggio 2019 (archiviato dall'url originale il 5 gennaio 2013).
- Gruppo di Yahoo di Wordfast Anywhere, su tech.groups.yahoo.com. URL consultato il 20 novembre 2013 (archiviato dall'url originale il 5 gennaio 2013).
- Gruppo di Yahoo di Wordfast in lingua italiana, su groups.yahoo.com. URL consultato il 5 maggio 2019 (archiviato dall'url originale il 10 gennaio 2014).